# Живило, Марк Феодосьевич
Марк Феодосьевич Живило (11 июля 1923 года, село Троицкое, Славгородский район, Омская область, СССР — 17 января 1989 года, Красноярск, СССР) — художник, журналист. Участник Великой Отечественной войны. Член Союза журналистов СССР (1962).

## Биография
Родился в семье журналиста Феодосия Филлипповича и учительницы Елизаветы Ивановны Живило.
После окончания школы в 1942 году в Магадане ушёл добровольцем на войну. Учился в Хабаровском пулеметном училище. В звании старшины сражался на Орловском, Смоленском, Прибалтийском фронтах.
В феврале 1948 года был арестован и осуждён на десять лет лишения свободы. В 1954 году, освободившись, поселился с семьей в Черногорске (Хакасия). Был принят учителем черчения и рисования в школу № 11. С 1959 года начал сотрудничать с газетами «Шахтёр», «Советская Хакасия», «Красноярский рабочий». С 1962 года - член Союза журналистов СССР.
В 1964 году переехал в Красноярск, где устроился на должность главного художника театра кукол. В 1964—1967 годах — специальный корреспондент газеты «Советская Россия» по Сибири и Дальнему Востоку. Освещал строительство дорог Абакан-Тайшет, Абакан-Ак-Довурак, перекрытие Енисея, возведение Красноярской ГЭС, Саяно-Шушенской ГЭС, Назаровской ГРЭС. Его очерки и графику со всесоюзных строек охотно печатали журналы «Пионер», «Огонек», «Смена», «Юность», «Работница», «Крестьянка». Работал в Красноярском книжном издательстве главным художественным редактором (1969—1978). Занимался иллюстрированием книг известных красноярских писателей. В 1969—1988 годах — ответственный секретарь альманаха «Енисей».
Награжден орденом Славы III степени (получил в 1983 году), орденом Отечественной войны II степени (1985). Четырежды удостоен Дипломов Государственного комитета Совета Министров РСФСР по делам издательств, полиграфии и книжной торговли и ЦК ВЛКСМ за художественное оформление книг о комсомоле, о сибиряках, неоднократный лауреат премий тематических конкурсов газет «Советская Россия», «Труд», «Известия», «Красноярский рабочий», «Красноярский комсомолец».
В супружестве с Зинаидой Борисовной Живило воспитал двух сыновей — Марка и Льва,.
Умер 17 января 1989 года, похоронен в Красноярске на Бадалыкском кладбище.